# Ilia Chkourine
Ilia Sergueïévitch Chkourine (en russe : Илья Сергеевич Шкурин) ou Ilya Siarheïévitch Chkouryne (en biélorusse : Ілья Сяргеевіч Шкурын) est un footballeur biélorusse né le 17 août 1999 à Vitebsk. Il évolue au poste d'attaquant au Legia Varsovie.
Il termine notamment meilleur buteur du championnat biélorusse sous les couleurs de l'Energetik-BDU Minsk lors de la saison 2019, qui le voit marquer 19 buts en 26 matchs à l'âge de 20 ans.

## Biographie

### Carrière en club
Ilia Chkourine naît en août 1999 dans la ville de Vitebsk, dans laquelle il effectue par la suite sa formation de footballeur en intégrant les équipes de jeunes de l'équipe locale du FK Vitebsk. Intégrant en 2016 l'équipe réserve du club, il est repéré à l'été 2017 par le Dynamo Kiev, où il est invité à prendre part à quelques entraînements avant de faire son retour à Vitebsk. Durant la même période, Chkourine fait ses débuts avec l'équipe première du club en disputant un match de Coupe de Biélorussie face au FK Sloutsk le 23 juillet 2017, à l'âge de 17 ans, avant de jouer son premier match de championnat six jours plus tard contre le Krumkachy Minsk puis de marquer son premier but le 5 août contre le Dniepr Mahiliow. Souvent blessé par la suite, il n'est que peu utilisé lors de l'exercice 2018 avec seulement sept matchs joués en championnat et deux en coupe, bien que se démarquant avec l'équipe réserve où il marque 18 buts en 16 rencontres.
Chkourine rompt finalement son contrat avec Vitebsk à la fin du mois de janvier 2019 et rejoint dans la foulée l'Energetik-BDU Minsk, promu en première division pour la saison 2019. Dans un premier temps utilisé comme remplaçant, il s'impose progressivement comme titulaire à partir de la mi-saison et se démarque alors comme l'un des meilleurs buteurs de la compétition, inscrivant notamment un quadruplé contre le FK Minsk le 27 septembre et un triplé contre le Dinamo Minsk le 26 octobre pour totaliser finalement 19 buts inscrits en 26 matchs disputés, lui permettant de terminer largement meilleur buteur du championnat, aidant ainsi les siens à se maintenir,.
Le 8 janvier 2020, Chkourine est transféré au Dinamo Brest, champion national en titre, avant de rejoindre dès le lendemain le club russe du CSKA Moscou,. Il marque son premier but sous ces couleurs le 15 août suivant contre le FK Tambov lors de la deuxième journée du championnat 2020-2021. Il est par la suite très peu utilisé durant le reste de la saison, totalisant un peu plus de 500 minutes de jeu pour trois buts inscrits. Il fait malgré tout ses débuts en Ligue Europa où il dispute deux matchs de la phase de groupes contre le Feyenoord Rotterdam et le Dinamo Zagreb.
Le 9 juillet 2021, Chkourine est prêté à l'équipe ukrainienne du Dynamo Kiev dans le cadre de l'exercice 2021-2022.

### Carrière en sélection
Ilia Chkourine est sélectionné pour la première fois avec la sélection biélorusse espoirs par Liudas Rumbutis dans le cadre d'un match de qualification pour l'Euro 2019 contre la Grèce le 1er septembre 2017. Il n'est ensuite plus appelé pendant deux ans avant de faire son retour dans l'équipe en septembre 2019 pour les éliminatoires de l'Euro 2021.

## Statistiques
| Saison                | Club                  | Championnat           | Championnat | Championnat | Coupe(s) nationale(s) | Coupe(s) nationale(s) | Compétition(s) continentale(s) | Compétition(s) continentale(s) | Compétition(s) continentale(s) | Total | Total |
| Saison                | Club                  | Division              | M.          | B.          | M.                    | B.                    | Comp.                          | M.                             | B.                             | M.    | B.    |
| 2017                  | FK Vitebsk            | D1                    | 4           | 1           | 1                     | 0                     | -                              | -                              | -                              | 5     | 1     |
| 2018                  | FK Vitebsk            | D1                    | 7           | 0           | 2                     | 1                     | -                              | -                              | -                              | 9     | 1     |
| Sous-total            | Sous-total            | Sous-total            | 11          | 1           | 3                     | 1                     | -                              | 0                              | 0                              | 14    | 2     |
| 2019                  | Energetik-BDU Minsk   | D1                    | 26          | 19          | 2                     | 2                     | -                              | -                              | -                              | 28    | 21    |
| Sous-total            | Sous-total            | Sous-total            | 26          | 19          | 2                     | 2                     | -                              | 0                              | 0                              | 28    | 21    |
| 2019-2020             | CSKA Moscou           | D1                    | 4           | 0           | 1                     | 0                     | -                              | -                              | -                              | 5     | 0     |
| 2020-2021             | CSKA Moscou           | D1                    | 9           | 3           | 3                     | 0                     | C3                             | 2                              | 0                              | 14    | 3     |
| Sous-total            | Sous-total            | Sous-total            | 13          | 3           | 4                     | 0                     | -                              | 2                              | 0                              | 19    | 3     |
| 2021-2022             | Dynamo Kiev           | D1                    | 7           | 0           | 1                     | 0                     | C1                             | 2                              | 0                              | 10    | 0     |
| Sous-total            | Sous-total            | Sous-total            | 7           | 0           | 1                     | 0                     | -                              | 2                              | 0                              | 10    | 0     |
| Total sur la carrière | Total sur la carrière | Total sur la carrière | 57          | 23          | 10                    | 3                     | -                              | 4                              | 0                              | 71    | 26    |